# 蔣作賓
蒋作宾（1884年3月—1942年12月24日），字雨岩，湖北省德安府应城县人。中国民主革命家，中华民国政治及军事人物，外交官。

## 生平

### 革命派的活動
清光緒十年二月初七（1884年3月4日）生，徐乐吾则记其生日为二月初六戌时（1884年3月3日） 蒋出生于一个富農家庭。蒋作宾15歳中秀才。1902年（光緒28年），他入武昌文普通中学堂，受同学宋教仁的影响，思想日益倾向革命。
1905年（光緒31年）他从中学堂毕业后，官費留学日本，入東京振武学校。同年8月中国同盟会在東京成立，蒋作宾参加该会。1907年（光緒33年），他入陸軍士官學校第4期歩兵科，翌年7月毕业。歸国後，他任保定軍官速成学校教習。1909年（宣統元年），他參加陸軍留学畢業生考試，獲優等第2位，被任命為陸軍部軍衡司科長。翌年升任軍衡司司長。
1911年（宣統3年）10月，駐直隷省的張紹曾、吳禄貞、藍天蔚所部發動灤州兵諫，要求清朝制定憲法，實行責任内閣制。蒋作賓奉清朝的命令前去宣撫張紹曾部，暗中联络革命党人，勸張紹曾舉兵，欲武力夺取北京，未果。后來他還到沈阳策劃蓝天蔚部举兵独立，亦未果。
蒋作賓放棄了在北方起義的想法，到南方匯合革命派。到江西省後，蒋任九江都督府代理参謀長。蒋指揮江西的民軍到湖北省广济、黄冈，有效牽制了清軍對革命派的湖北軍政府的攻擊。年末他應邀到上海，参与組織中華民国臨時政府。

### 民国初期的活動

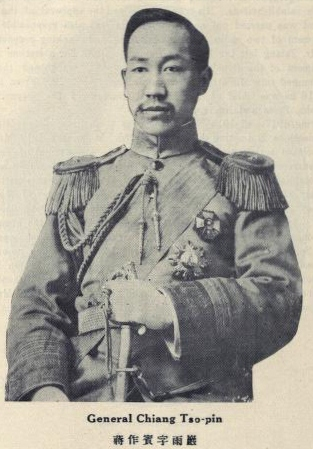
北京政府時代的蒋作賓（《中国名人录（第三版）》）

1912年（民国元年）1月1日中華民国臨時政府在南京成立，蒋作賓任陸軍部次長。蒋迅速對革命派的軍制進行整備，收容保定軍官速成学校的教員以組織南京軍官学校，還以湖北省同盟会会員為核心重新編制了湖北新軍。
袁世凱接替孫文（孫中山）任臨時大總統後，屬於革命派的蒋作賓對袁世凱十分排斥。1915年（民国4年）袁世凱稱帝，蒋托病辭職。袁世凱恐怕蒋作賓會反對自己，遂將他幽禁於西山。翌年，護國戰爭激化階段，蒋被釋放。 1916年5月4日，他獲將軍府授予“翊威将军”。
1916年（民国5年）6月袁世凱死去，黎元洪任大總統，蒋作賓升任参謀本部次長。翌年7月張勳復辟，黎元洪失勢。取代其掌握實權的段祺瑞想請蒋作賓任職，被蒋拒絕。此後蒋作賓投向南方的孫文。9月，蒋作賓經孫文同意，到歐美各國考察国際情勢。

### 孫文、蒋介石的親信
1919年（民国8年）2月，蒋作賓歸国。當時，湖北社會反對支配湖北省的兩湖巡閲使王占元的聲浪高漲。在蒋作賓和李書城等湖北有識之士的共同努力下，1921年（民国10年）7月「湖北自治」的大旗樹立起來，倒王運動開始，蒋作賓被推为湖北省总监，王占元最終被逐出湖北省。
其後吳佩孚的勢力控制了湖北省，蒋作賓再次回到孫文身邊。蒋作賓作爲孫的随從進行了各種政治、軍事工作。1924年（民国13年）11月孫文到北京，蒋作賓隨行，翌年3月孫文在北京去世。
1926年（民国15年）7月，蒋作賓在国民政府的北伐中，先後任江西宣抚使、湖北宣抚使。此後蒋作賓推動支持蒋介石的活動。翌年3月，蒋作賓對北京政府方面的皖軍總司令陳調元進行政治工作，使其加入国民政府方面。翌年4月，上海發生四一二事件，蒋介石的南京国民政府成立，蒋作賓任国民政府委員兼軍事委員会委員。
1928年（民国17年）4月，第二次北伐中，蒋作賓任戰地政務委員会主席委員。5月3日，他到濟南後，濟南事件發生，蒋作賓也被卷入，5月9日他突破了日軍的包圍。蒋作賓向蔣介石進言，繼續北伐。6月，北伐軍到達北京，戰地政務委員会解散，蒋作賓任北平政治分会委員。

### 外交官的活動

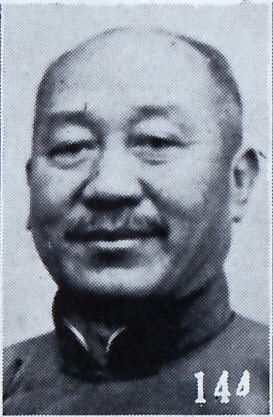
《最新支那要人传》中的蔣作賓照片

1928年10月，蒋作賓任駐德國、奧地利公使。11月，他和德國外相古斯塔夫·施特雷澤曼会談，推動兩國外交關係。1929年（民国18年）3月，国際聯盟的第一次裁军会议在日内瓦召開，蒋作賓任中国代表参加會議，並以中文發言，這也是国際聯盟會議首次出現中文發言。當時蘇聯代表向蒋作賓提出簽訂互不侵犯条約，蒋介石表示贊同，但沒有獲得中国国民党内的同意，遂未實現。1931年（民国20年），蒋作賓經蘇聯歸国。
同年8月末，蒋作賓任駐日本公使，赴日本就任。到達日本前，九一八事變爆發。蒋作賓個人主張強硬路綫不符合蒋介石的期望，蒋作賓遂奉蒋介石的指示，對日本採取克制態度。1935年（民国24年）5月，兩國公使館升格為大使館，蒋作賓成爲中國第一位駐日本大使。蒋作賓任駐日本公使、大使期間，日本外務省情報部長天羽英二發表《天羽声明》，廣田三原則被提出，蒋作賓負責與廣田弘毅就兩國間懸案進行交涉。蒋作賓執行的對日本妥協退讓的路綫遭到中国国内上下的反對。同年12月，為應對日本的侵略，国民政府改組，汪精衛卸任行政院長，蒋作賓被免去駐日本大使。歸国後，他轉任國民政府内政部部長。

### 晩年
1936年（民国25年）12月，蒋作賓作爲蒋介石的隨從到西安。不久，張学良、楊虎城發動西安事變，蒋作賓被幽禁。事件解決後，他回到南京。1937年（民国26年）11月，他任安徽省政府主席，2个月後辞任。以後他曾歷任中國國民黨中央監察委員、党政工作考核委員会政務組主任等職務。
1942年（民国32年）12月24日，他因肺炎在重慶病逝。享年59歳（滿58歳）。

## 家庭
1912年，由黄兴亲自作媒，蒋作宾先生和张淑嘉女士（張默君之妹）结婚。两人共同生活27年，养育了8子5女。1938年，年仅50岁的张淑嘉女士因病辞世。同年蒋与汤润琼女士结婚，婚后育有2个孩子。
長子蒋碩民，1913年3月11日出生在北京，1992年5月11日在北京去世，北京師範大學教授，研究方向是偏微分方程、近世代數。蔣碩民是中國偏微分方程學科的先行者，近世代數早期介紹者之一。他集中西學問於一身，培養了眾多的優秀人才，把畢生的精力全部貢獻給了教育事業。
次子蒋碩英
三子蒋碩豪，航空機械专家。任聯合國國際民航組織財經和裝備部長30多年。
四子蒋碩傑，经济学家，其女蒋人瑞（Grace Jiang）后与拉尔斯·彼得·汉森结婚，汉森于2013年获得诺贝尔经济学奖。
五子蒋碩治，電器工程学专家。
六子蒋碩平
七子蔣碩文
八子蔣碩健，男，湖北省應城人。北大化學學院教授，現退休 。
長女蒋硕德，其子为厉无畏，曾任全国政协副主席。
次女蔣碩真
三女蔣碩安
四女蔣碩美
幼女蒋硕能，出繼姨母張默君。